# Michel Feugère (musicien)
Pour les articles homonymes, voir Michel Feugère.
 (mars 2025).
Michel Feugère est un trompettiste français, né en 1967.

## Biographie
À 7 ans, Michel Feugère commence la trompette avec les cours particuliers de Marcel Kipp, puis joue dans l'harmonie municipale de son village d'enfance, Renaison.
En 1985, il intègre l’École de jazz de Lyon, l’Association pour l'Information Musicale Rhône-Alpes (AIMRA), où il suit notamment les cours du trompettiste Jean-Luc Cappozzo, puis poursuit un diplôme d’études universitaires scientifiques et technologiques (DEUST) de musicologie à l'Université Lumière Lyon 2.
À 21 ans, il vit déjà de son instrument. Il commence sa carrière au sein d’orchestres de variété et de formations de musique Nouvelle-Orléans. Son parcours l'amène à Paris, en septembre 1992.
Durant dix ans, il joue avec des groupes de salsa célèbres, de Yuri Buenaventura, à Mambomania et Azuquita, en passant par Alfredo Rodriguez et Orlando Poleo. Il fait également partie de la grande aventure de Sergent Garcia. Il commence à travailler avec Manu Dibango.
Il obtient, en 1996, le 3e prix d’orchestre et le prix de composition au Concours National de Jazz à la Défense avec le « Michel Feugère Septet ». François Laudet, faisant alors partie du jury, lui propose de rejoindre son big band en tant que première trompette. Michel Feugère intègre également le Paris Jazz Big Band, aux côtés de Tony Russo, codirigé par Pierre Bertrand et Nicolas Folmer, ainsi que l’Orchestre national de jazz de Didier Levallet.
Au cours de ces années, Michel fait la connaissance du tromboniste Julien Chirol, avec qui il œuvre sur de nombreux projets. Ils formeront d'ailleurs rapidement, avec le saxophoniste Frédéric Couderc, une section de cuivres en studio (albums, publicités – Contrex, Coca-Cola, la Maaf, Honda, Renault, Nina Ricci, musiques de film), comme sur scène.
Ils travaillent ensemble, entre autres, sur les disques de Micky Green, Vanessa Paradis, Feist, Abd Al Malik, Enrico Macias, Garou, Carla Bruni, Jane Birkin et Christophe Maé.
Ils ont joué, en 2012, pour le télé-crochet The Voice, la plus belle voix, diffusé sur TF1.
Michel Feugère, Julien Chirol et Frédéric Couderc participent à la tournée Roc'Eclair Tour, de Jean-Louis Aubert, primée aux Victoires de la musique 2012.
Il collabore également avec Robin McKelle, Michel Sardou (tournée 2000-2001), Diana Krall (Live in Paris), David Liebman (autour de Sketches of Spain à la Cité de la Musique), Bob Mintzer avec le Paris Jazz Big Band, Michel Leeb avec le Big Band de Badini, Fred Pallem pour Le Sacre du tympan, et Francois Laudet avec son Big Band (festival Jazz à Vienne 2007). Julien Clerc, Patrick Bruel, Quentin Mosimann, La Fouine, Cœur de pirate et Orelsan font appel à lui. Il accompagne Stevie Wonder à l’occasion des Victoires de la musique 2010.
La rencontre qui l'a le plus marqué reste celle avec le trompettiste Wynton Marsalis, avec qui il a eu l'honneur de jouer, au sein de son big band lors du festival Jazz in Marciac en 2004.
En 2012 et 2013, il accompagne le chanteur Garou pour la promotion de son album Rhythm and Blues et pour une série de concerts à l'Olympia et au Casino de Paris.
Il intègre également le groupe Heritage Blues Orchestra, avec lequel il parcourt la France et l'Europe.
En août 2013, Michel Feugère entame la tournée Pluribus avec le chanteur Michel Fugain. En octobre 2014, il retrouve Jean-Louis Aubert sur la tournée Aubert chante Houellebecq.
En 2015, Michel Feugère est sollicité par l'Orchestre De Paris pour interpréter la Suite dansante de Künneke, sous la direction de Thomas Hengelbrock.
En parallèle à sa carrière de musicien, Michel Feugère s'occupe d'ateliers de pratiques instrumentales collectives, notamment dans sa région d'origine, la Côte Roannaise. En 2016, il propose à Michel Fugain de venir y chanter ses tubes, accompagné par une harmonie locale (l'Harmonie de Saint Germain Lespinasse) .
Michel Feugère encadre régulièrement la section de trompettes du Big Band du cycle spécialisé du Conservatoire du 9e arrondissement de Paris.
Il participe chaque année en tant que Jury aux classes d'Arrangements et d’écriture du Conservatoire de Paris.
En 2017, Michel Feugère fonde un Festival qu'il nomme : « Le Cinéma a la cote...Roannaise » et en assure la création artistique. Cet événement culturel en plein air basé sur trois éléments, le cinéma, la musique et le vin, propose également des sujets de réflexions autour d'un café littéraire, d'expositions picturales... La première édition a lieu les 25-26-27 août 2017 à Saint-Alban-les-Eaux. La thématique était : « Vintage...le Passé dans le Présent ». L'artiste y a proposé une exposition exclusive, intitulée « Emblème ». L'écrivain Katia Valère était l'invitée du Café littéraire. La jeune réalisatrice Marion Filloque présentait son court-métrage Les âmes sœurs.

Parallèlement, Michel Feugère soumet à Julien Chirol l'idée de créer avec lui un trio de cuivres jouant des compositions originales. Ainsi naît "Trio Nouveaux Siècles" avec Frédéric Couderc (saxophones, clarinettes et flûtes), Julien Chirol (trombone), et Michel Feugère (trompette et bugle) . Julien et Michel sont les compositeurs musicaux de ce projet.

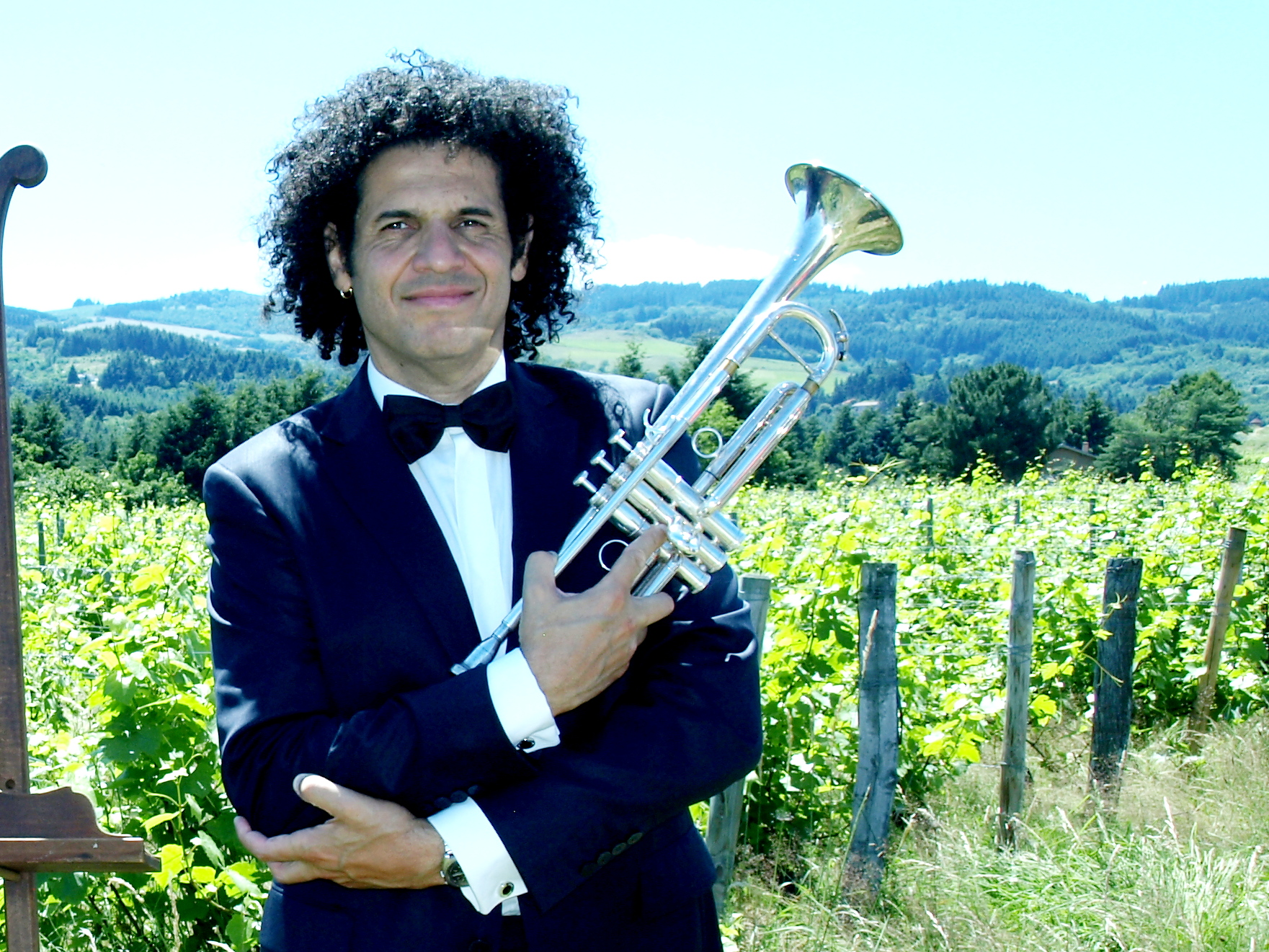

## Discographie[9]
- Michel Fugain(Album Projet Pluribus)
- Christophe Maé (Album Je veux du bonheur)
- Garou (Album Rhythm and Blues)
- Tété (Album Nu là-bas)
- Rose (Album Et puis juin)
- Carla Bruni (Album Little French Songs)
- Enrico Macias (Album Venez tous mes amis)
- The Voice (Les six albums de l'émission)
- Jean-Louis Aubert (Album CD et DVD Live = Vivant)
- Merlot (Album Business Classe)
- Cabadzi (Album Digère et recrache)[10]
- Charles Berling (Album Jeune Chanteur)
- Gérard Lenorman (Album Duos de mes Chansons)
- Ben Mazué (Album éponyme)
- Michel Sardou (Album Live Bercy 2001)
- Diana Krall (DVD live Olympia 2001)
- Chimène Badi (Album Gospel&Soul)[11]
- Jean-Louis Aubert (Album Roc’Eclair)
- Bernard Lavilliers (Album Causes perdues et musiques tropicales)[12]
- Yannick Noah (Album Frontières)[13]
- Nikos Aliagas (Album hommage à Nino Ferrer)
- Paris Jazz Big Band (Album À suivre)
- Paris Jazz Big Band (Album Mediterraneo)
- Paris Jazz Big Band (Album 24h)[14]
- Paris Jazz Big Band (DVD 24h)
- Paris Jazz Big Band (Album The big live)
- Benjamin Paulin (Album L'Homme Moderne)
- Davide Esposito (Album Un Uomo)
- Micky Green (Album Honky Tonk)[15]
- Pierre Souchon (Album Piteur's friends)
- Vanessa Paradis (Album Best Of Vanessa Paradis)
- Nicoletta (Album Le rendez-vous)
- Charlotte Marin (Album Trentenaire à vif)
- Polar (Album French Songs)
- Martin Rappeneau (Album 1800 Désirs)
- Iliona Blanc (Album Chipiemania)
- Abd Al Malik (Album Dante)
- Anis (Album Rodéo Boulevard)
- À Vian (Album On est pas là pour se faire engueuler avec Lio, Juliette Gréco, Thomas Fersen, Olivia Ruiz, Zebda, Jane Birkin, Carla Bruni, Jean-Louis Trintignant)
- Some like it odd (Album Pop Jazz)
- Wallen (Album Miséricorde)
- Loane (Album Jamais Seule)
- Maurane (Album Nougaro ou l’espérance de l’homme)
- Le Sacre du Tympan (Album Soundtrax)
- Jane Birkin (Album Rendez-vous)
- Charles Aznavour (Album Je voyage)
- Feist (Album Let it Die)
- Pierre Souchon (Album Pareil jamais)
- Tété (Album L’air de rien)
- Tété (Album A la faveur de l’automne)
- Tété (Album Le sacre des lemmings)
- Albin de la Simone (Album éponyme)
- Vitaa (Album A fleur de toi)
- Sergent Garcia (Album Sin Fronteras)[1]
- Sergent Garcia (Album Un poquito quema'o)
- Catherine Falgayrac (Album A fleur de mots)
- Nikos Aliagas (Album Hommage à Nino Ferrer)
- Orchestre national de jazz (Album Deep feeling)
- Villa Saturno (Álbum Entretenimiento Moderno)

## Cinéma, télévision
- Long métrage La grande vie
- Long métrage Bienvenue chez les Rozes
- Long métrage Les Petits ruisseaux de Pascal Rabaté (avec Daniel Prévost)
- Rôle de Boris Vian dans V comme Vian
- Télévision : La part des anges
- Télévision : Jeanne et le garçon formidable (avec Olivier Ducastel et Virginie Ledoyen)
- Télévision : The Voice 2012
- Série : Frank Riva avec Alain Delon